# Batman

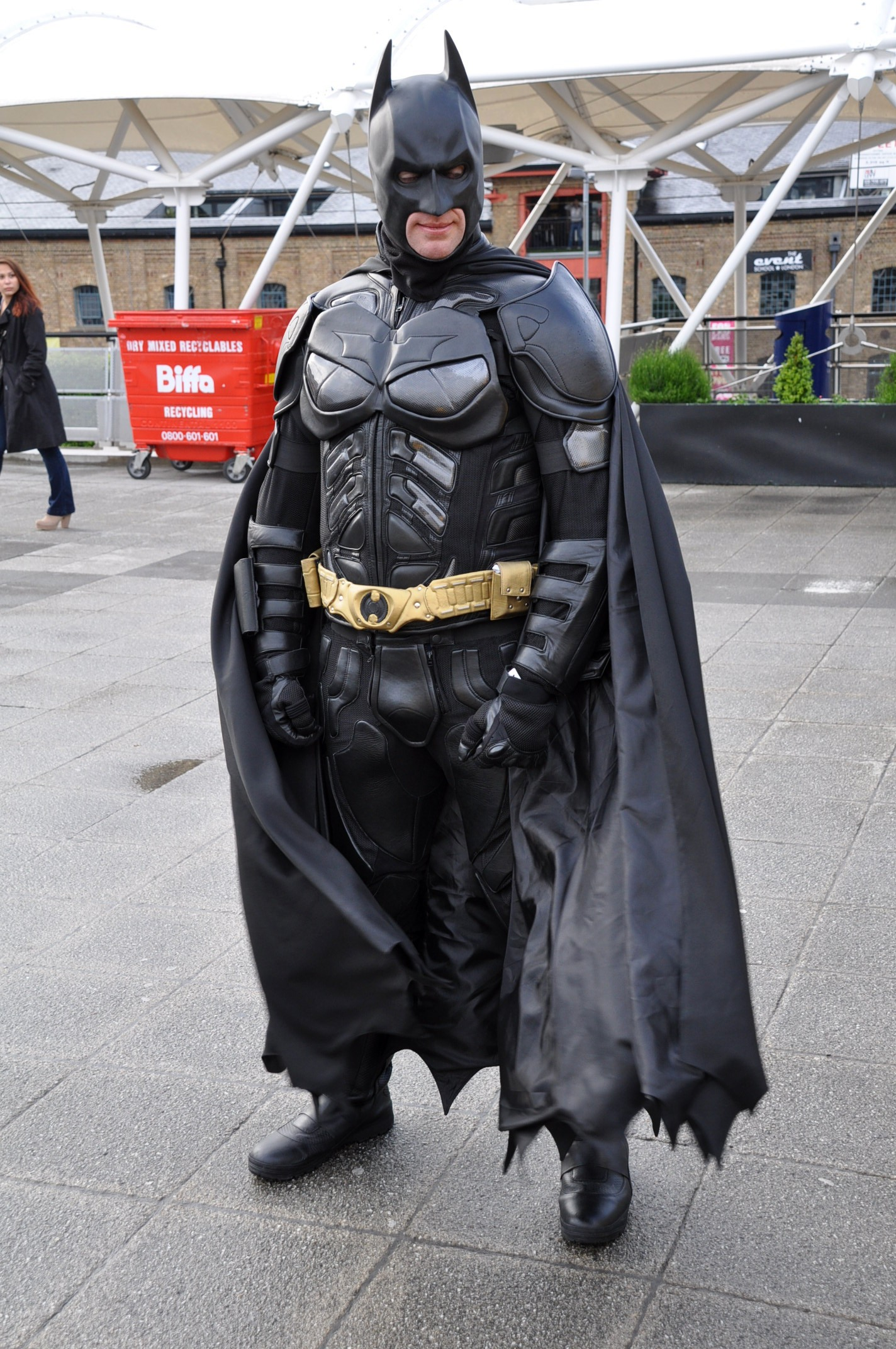
Cosplay Batmana

Batman je komiksová postava, stvořená Bobem Kanem a Billem Fingerem. Postava Batmana se poprvé objevila v Detective Comics #27 (květen 1939). Od té doby se tento superhrdina vyskytuje i v dalších komiksech DC Comics. Původní Batman se nazýval pouze Bat-Man, než došlo k úpravě do dnešního názvu. Tomuto netopýřímu muži se přezdívá různě: The Caped Crusader, The Dark Knight, The Darknight Detective a The World's Greatest Detective.

## Vznik a vydávání
Batman se stal populární ihned po svém uvedení v komiksové sérii Detective Comics, kde debutoval v čísle 27 v květnu 1939 (The Case of the Chemical Syndicate). Série Detective Comics skončila v říjnu 2011 s číslem 881. Druhou hlavní sérií byla Batman, která poprvé byla vydána na jaře 1940 a skončila také v říjnu 2011 s číslem 713. Batmanovy příběhy byly dále vydávány v komiksu World's Finest Comics, jehož první číslo vyšlo na jaře 1940 a série byla zastavena v lednu 1986 číslem 323.
V šedesátých letech začala být vydávána série The Brave and the Bold, v jejím 67. čísle se znovu objevil Batman a i tuto sérii si pro sebe získal. Její vydávání skončilo v červenci 1983 s číslem 200. V letech 1975 a 1976 vyšla minisérie The Joker o devíti číslech. Ve stejné době bylo vydáno i dvacet čísel minisérie Batman Family a dvě Man-Bat.
V osmdesátých letech vznikly nové série Batman and the Outsiders (Batman a Outsedeři) (32 čísel), The Outsiders (28 čísel), The Adventures of the Outsiders (13 čísel) a Legends of the Dark Knight (36 čísel). V roce 1986 napsal Frank Miller jednu z přelomových komiksových knih The Dark Knight Returns (Návrat temného rytíře) a roku 1989 poté Batman: Year One (Batman: Rok jedna).
Devadesátá léta byla ve znamení nových sérií Batman: Shadow of the Bat (94 čísel), Batman: Legends of the Dark Knight (177 čísel), v té se poprvé představil scenárista Grant Morrison, The Batman Adventures (36 čísel), The Batman Chronicles (23 čísel), The Batman and Robin Adventures (25 čísel) a Batman: Gotham Adventures (60 čísel).
V prvních letech 21. století stále pokračovaly původní série Detective Comics a Batman, ale vznikaly i nové série. Batman: Gotham Knights (74 čísel), Gotham Central (40 čísel), Batman Adventures volume 2 (17 čísel), Superman/Batman (87 čísel), The Batman Strikes (50 čísel), Batman Confidential (54 čísel), Batman: The Brave and the Bold (22 čísel), Batman: Streets of Gotham (21 čísel), Batman and Robin (26 čísel), Batman Incorporated (8 čísel).
V roce 2011 DC vesmír prošel restartem a nové komiksy jsou vydávány pod značkou New 52. Od začátku tak vznikají série Detective Comics (jako vol. 2), Batman (jako vol. 2), Batman: The Dark Knight (jako vol. 3), Batman and Robin (jako vol. 2) i Legends of the Dark Knight  (jako vol. 2), ale i nové: The All New Batman: The Brave and the Bold, Batman: Arkham Unhinged, Batman '66 a Batman Eternal. Současnými autory například jsou: Peter Tomasi, Tony Daniel, John Layman a Scott Snyder.
V roce 2016 proběhl další relaunch známý jako DC Rebirth (Znovuzrození). Pro některé série to znamenalo návrat ke kontinuitě před New 52, některé pokračovaly vcelku nezávisle. Batman pokračoval v nové vlastní sérii Batman Vol. 3, kterou psal Tom King a ze začátku kreslil David Finch. Další sérií byla Detective Comics, která se po relaunchi vrátila k číslování z Vol. 1. Prvním číslem v rámci DC Rebirth tak byl sešit Detective Comics Vol. 1 #934 ze srpna 2016. Tuto sérii psal James Tynion IV a zprvu kreslil Eddy Barrows. V sérii byl sestaven nový tým superhrdinů s názvem Gotham Knights. Od října 2016 také vycházela série All-Star Batman, kterou píše Scott Snyder a kreslí John Romita, Jr. V hlavní sérii Batmana po čísle 85 (leden 2020) vystřídal Toma Kinga scenárista James Tynion IV. Ten u série vydržel do čísla 115. Potom se u titulu vystřídalo několik autorů, než v se pera v čísle 125 (červenec 2022) chopil Chip Zdarsky. Jeho častým kreslířem byl Jorge Jimenez.

## Fiktivní biografie postavy
Biografie Batmana byla často měněna. Jeho minulost byla poprvé popsána v čísle Detective Comics #33

### Zlatý věk (1939–1959)
Během Zlatého věku byl Batman poprvé představen v Detective Comics # 27 (květen 1939), kde se mu ještě nedostalo dostatečného prostoru a vlastního příběhu, na což navázal Detective Comics # 33, kde byl Bruce Wayne konečně vyobrazen v původních znacích a dostal vlastní příběh. Malý Bruce  byl synem velmi známých gothamských filantropů, kteří už od nepaměti patřili do vyšší společenské vrstvy města. Bruce tak vyrůstal ve Wayne Manor, kde den co den prožíval vznešený život. To se změnilo chladnokrevnou vraždou jeho rodičů, po jejichž smrti tak přísahal na jejich hroby, že pomstí jejich smrt a navždy vymýtí kriminalitu v celém Gothamu. Od té doby se začal věnovat rozličným studiím a tréninkům, díky kterým získal mnoho dovedností, zejména v oblasti bojových umění, kriminologie apod.
Po dokončení tréninku si Wayne uvědomil, že jeho dovednosti samy o sobě nestačí, neboť v kriminálnících potřeboval vyvolat strach, který by se stal pravou metlou zločinu. Někdy v té době se objevil netopýr, kterým se Bruce nechal inspirovat, a o něco málo později tak z něj vytvořil svůj symbol, prostřednictvím kterého bojoval proti kriminalitě Gothamu. Jedna z nejtragičtějších a nejzásadnějších událostí jeho života však na sebe nenechala dlouho čekat. Wayne se rozhodl navštívit představení "The Flying Graysons", kde účinkovala rodina velmi schopných akrobatů, kteří byli zabiti jen kvůli odmítnutí vyplacení výpalného, které vyžadoval jeden gothamský pomatenec.
Po jejich smrti se setkal s jejich potomkem Richardem Graysonem, ve kterém uzřel sama sebe kdysi před lety. Bruce se tedy chlapce rozhodl ujmout a cvičit jeho fyzické a dedukční schopnosti. Po zdárném dokončení tréninku, tak z Dicka učinil historicky prvního Robina, se kterým společně narazil na Tonyho Tucca, mafiánského bosse a muže, který byl odpovědný za smrt Graysonových rodičů. Roky plynuly a různé převraty i hrdinové na sebe nenechaly dlouho čekat. Bruce se v té době stává s určitými hrdiny jedním ze zakládajících členů Justice League, což ho však nijak neomezovalo v jeho individuálním souboji proti Gothamskému podsvětí. Ve stejné době se k Bruceovi a Dickovi připojil jistý Alfred Pennyworth, který čirou náhodou zjistil jejich „pravé“ totožnosti (objevil totiž tajemství starých pendlovek), a stal se tak jedním z nejdůležitějších členů rodiny, který jejich tajemství vždy držel v bezpečí. Aby nebyl Bruce Wayne považován za úplného „suchara“, byla mu roku 1940 vsazena do života žena jménem Vicky Vale, která se měla stát obdobou Lois Lane z Metropolis. Tato žena se s Brucem snažila trávit co nejvíc času a hlavně měla velký zájem na odhalení Batmanovy pravé identity. Nakonec k jejímu překvapení přece jen zjistila, že Křižákem Gothamu nebyl nikdo jiný, než sám velký Bruce Wayne, což se jí snažil pod svou kápí neustále vyvracet.
Právě tyto honby za identitami, jejich utajování a objevování se stávaly jedním z hlavních znaků Zlatého věku, kde byl pravý Batman původně vylíčen jako chladnokrevný a bdělý strážce, kterému nedělalo problém zabíjet jednoho kriminálníka po druhém. To se nelíbilo mnoha čtenářům, kteří chtěli pravého hrdinu, a proto charakter Batmana čekal na svůj mravní kodex, který mu byl dán mužem jménem Whitney Ellsworth. Právě tento muž se zasloužil o Bruceovy charakteristické rysy (nikdy svou oběť nezabít a nepoužívat žádné střelné zbraně).

### Stříbrná éra komiksu (1960–1986)
V tzv. stříbrné éře komiksu, která Batmana poznamenala až v šedesátých letech 20. století, byl vytvořen Batman v paralelním světě (Země-dvě). Zde se Bruce Wayne oženil se Selinou Kyle (Catwoman) a společně vychovali svou dceru Helenu Wayne, ze které se později stala Huntress. Ta, spolu s Dickem Graysonem (paralelní Robin), převzala ochranu Gothamu poté, co Bruce Wayne odložil identitu Batmana, aby se stal policejním komisařem. V tomto paralelním vesmíru je nakonec Bruce zabit.
Mezi lety 1954 až 1984 vycházela série World's Finest Comics, ve které původní Batman spolupracuje se Supermanem. V šedesátých letech se také stal členem týmu Justice League of America, jejichž příběhy byly vydávány v komiksu Brave and the Bold. V příbězích z roku 1969 Dick Grayson odjel na univerzitu a Bruce opustil své sídlo Wayne Manor a přestěhoval se do centra Gothamu, aby byl blíže zločinu.
V sedmdesátých a osmdesátých letech se staly Batmanovy příběhy více temnými. Také se zde poprvé objevil geniální maniak Ra's al Ghul. V osmdesátých letech se z původního Robina, Dicka Graysona stal superhrdina Nightwing.

### Moderní éra komiksu (1987–dodnes)
V roce 1987 Batmanovu historii převyprávěl Frank Miller ve svém díle Batman: Year One (Batman: Rok jedna). Batmana pojal temněji a více realisticky. Batman z paralelní Země-dvě je v této éře vymazán z DC vesmíru. V Millerově pojetí je gothamská policie zkorumpovaná a nepřátelská k Batmanovi. Jeho jediným policejním spojencem je komisař James Gordon. Druhý Robin Jason Todd je osiřelým synem zlodějíčka. Batman současně není zakládajícím členem Justice League.
V příbězích „Batman: Smrt v rodině" je Jason Todd zavražděn Jokerem. Ze ztráty svého chráněnce byl Bruce tak zdrcen, že začal používat brutálnější  metody v boji se zločinem. Následně pracoval samostatně až do konce devadesátých let, kdy se novým Robinem stal Tim Drake. V roce 2005 byl Jason Todd oživen a stal se zabijákem se jménem Red Hood. V devadesátých letech se v příběhové linii Knightfall (Soumrak Temného rytíře) objevil nový nepřítel Bane. Ten dokázal výrazně zranit a ochromit Batmana. Po dobu jeho rekonvalescence převzal identitu Batmana Dick Grayson. Od té doby jsou Batmanovy příběhy vydávány nevázaně k historii několika různými autory. V jedné z dějových linií byl Bruce Wayne zabit a o jeho identitu Batmana svedli boj Dick Grayson a Tim Drake. Grayson se stal Batmanem a Drake vlastní postavou se jménem Red Robin. V roce 2011 byl DC vesmír znovu pozměněn (New 52 restart) a Grayson znovu přejal identitu Nightwinga, a do role Batmana se vrátil Bruce Wayne. V letech 2011 až 2016 byly vydávány tři hlavní série: Batman, Detective Comics a Batman – Temný rytíř.
V roce 2016 došlo k relaunchi DC Rebirth (Znovuzrození). V příbězích série Batman (Vol. 3) se Batman potýkal s novými postavami Gothamem a Gotham Girl, Banem, Jokerem nebo Riddlerem. Tematizován byl také vztah Batmana s Catwoman 

## Česká vydání
V České republice vydávají komiksové knihy Batman nakladatelství BB/art, Crew a De Agostini. Seznam zahrnuje pouze komiksy s Batmanem v hlavní roli (nikoliv např. v příbězích Ligy spravedlnosti). 

### Sešity

#### Časopis Crew
- 1997 – Batman: Monstra ve stoce (Crew 1) / (Jan Strnad a Kevin Nowlan: Batman Black and White #4 – "Monsters in the Closet", 1996)
- 1997 – Batman: Kameňák (Crew 3–5) / (Alan Moore a Brian Bolland: Batman: The Killing Joke, 1988)
- 1998 – Batman: Černý a bílý svět (Crew 7) / (Neil Gaiman a Simon Bisley: Batman Black and White #2 – "A Black & White World", 1996)
- 1998 – Batman: Dobrý člověk ještě žije (Crew 10) / (Brian Bolland: Batman Black and White #4 – "An Innocent Guy", 1996)
- 2001–02 – Batman: Darkness (Crew 17–19) / (Scott Lobdell, Jeph Loeb a Marc Silvestri: Darkness/Batman, 2000)
- 2003 – Batman: Dokonalý pár (Crew 2/1) / (Bruce Timm: Batman Black and White #1 – "Two of Kind", 1996)
- 2003 – Batman: Věčný smutek (Crew 2/4) / (Ted McKeever: Batman Black and White #1 – "Perpetual Mourning", 1996)
- 2003 – Batman: Drobné přestupky (Crew 2/5) / (Howard Chaykin: Batman Black and White #1 – "Petty Crimes", 1996)
- 2004 – Batman: Chorobopis (Crew 2/7) / (Paul Dini a Alex Ross: Batman Black and White vol. 2 – "Case Study", 1997)
- 2005 – Batman/Soudce Dredd – Poslední hádanka (Crew 2/12–13) / Alan Grant a John Wagner: Batman/Judge Dredd – The Ultimate Riddle, 1995)
- 2005 – Batman: Budu tě sledovat (Crew 2/14) / Ed Brubaker a Ryan Sook: Gotham Knights #41 – "I'll Be Watching", 2003)
- 2009 – Batman: Šílená láska (Crew 2/25) / (Paul Dini a Bruce Timm: The Batman Adventures: Mad Love, 1994)
- 2013 – Batman vs. Lobo (Crew 2/35) / (Alan Grant a Simon Bisley: Batman/Lobo, 2000)

#### Ostatní vydání
- 1997 – Batman a Robin / (D. O'Neil, R. Damaqqio: Batman & Robin, 1997)
- 1998 – Batman/Soudce Dredd – Rozsudek nad Gotham / (A. Grant, J. Wagner, S. Bisley: Judgment on Gotham, 1998)
- 1998 – Batman/Soudce Dredd – Zemřít smíchy / (A. Grant, J. Wagner, G. Fabry: Die Laughing, 1998)
- 1998–99 – Batman (Unicorn) 1–8 / (Různé komiksy vydané v USA v letech 1989–92)
- 1999 – Batman: Temný rytíř, temné město (Comicsové legendy 5–7) / (P. Milligan, K. Dwyer: Dark Knight, Dark city, 1999)

### Komiksové komplety a edice

#### Komiksové komplety
- 2017–20 – DC komiksový komplet
- 2021–... – DC Comics – Legenda o Batmanovi

#### Komiksové edice
- 2020–...– DC Black Label
- 2021–... – Legendy DC
  - Batman - Návrat Temného rytíře (3. vydání), 2021 / (Frank Miller: Batman: The Dark Knight Returns, 1986)
  - Batman Mikea Mignoly, 2021 / (Mike Mignola, Brian Augustyn, Troy Nixey, Richard Pace, Dan Raspler: Batman: The Doom That Came to Gotham #1-3, Gotham by Gaslight: An Alternative History of the Batman, Batman: Gotham Knights #36, Batman: Legends of the Dark Knight, 1989, 1993, 2000, 2003)
  - Batman: Černé zrcadlo, 2021 / (Scott Snyder, Francesco Francavilla, Mark Simpson (Jock): Detective Comics #871-881, 2010-2011)
  - Batman: Arkham - Pochmurný dům v pochmurném světě, 2023 / (Grant Morrison, Dave McKean: Batman: Arkham Asylum, Batman: Arkham Asylum 25th Anniversary Edition, Absolute Batman: Arkham Asylum, 1989, 2014, 2019)
  - Batman / Soudce Dredd, 2023 / (Alan Grant, John Wagner, Simon Bisley, Jason Brashill, Carl Critchlow, Glenn Fabry, Cam Kennedy, Jim Murray, Dermot Power (POWER): Batman/Judge Dredd: Judgement on Gotham, Batman/Judge Dredd: Vendetta in Gotham, Batman/Judge Dredd: The Ultimate Riddle, Batman/Judge Dredd: Die Laughing #1-2, 1991, 1993, 1995, 1998)
  - Batman: Kult, 2024 / (Jim Starlin, Bernie Wrightson: Batman: The Cult #1-4, 1988)
  - Batman: Rok jedna, 2025 / (Frank Miller, David Mazzucchelli: Batman #404-407, 1987)
- 2024–... – Batman - Legendy Temného rytíře 
  - Batman - Legendy Temného rytíře: Jed, 2024 / (Dennis O'Neil (Denny O'Neil), Russel Braun, Trevor Von Eeden: Legends of The Dark Knight #16-20, 1991)
  - Batman - Legendy Temného rytíře: Tváře a další příběhy, 2024 / (Alan Grant, James Hudnall, Matt Wagner: Legends of the Dark Knight #28-31, Batman: The Legends of the Dark Knight (Vol. 1) #38, 1992)
  - Batman - Legendy Temného rytíře: Ostří/Masky, 2024 / (James Robinson, Bryan Talbot, Tim Sale: Legends of the Dark Knight #32-34, Batman: Legends of the Dark Knight (Vol. 1) #39-40 , 1992)

### Knihy
Další podkapitoly jsou rozděleny dle původního roku vydání originálu.

#### 70. léta
- DC komiksový komplet 043 - Batman: Podivná zjevení, 2018 / (Bob Rozakis a Marshall Rogers: Detective Comics (Vol. 1) #468, Steve Englehart a Marshall Rogers: #471-476, Len Wein a Marshall Rogers #478-479, #481, 1977–78; a Bill Finger, Bob Kane a Jerry Robinson: Detective Comics (Vol. 1) #36, 1940)

#### 80. léta
- DC komiksový komplet 095 – Batman a Outsideři, 2020 / (Mike W. Barr, Jim Aparo a Dave Gibbons: Batman and the Outsiders (Vol. 1) #1–4 a The Brave and the Bold (Vol. 1) #200, 1983)
- Batman: Návrat Temného rytíře, 2003 / (Frank Miller: The Dark Knight Returns, 1986)
- Batman: Rok jedna, 2007 / (Frank Miller a David Mazzucchelli: Batman #404–407 ("Year One"), 1987)
- DC komiksový komplet 036 – Batman: Zrození démona, kniha první, 2018 / (Mike W. Barr a Jerry Bingham: Batman: Son of the Demon, 1987; Mike W. Barr a Tom Grindberg: Batman: Bride of the Demon, 1990) + (Dennis O'Neil a Neal Adams: Batman #232, 1971)
- Batman: Deset nocí KGBeasta, 2009 / (Jim Starlin, Jim Aparo a Mike De Carlo: Batman #417–420 ("Ten Nights of the Beast"), 1988)
- DC komiksový komplet 018 – Batman: Smrt v rodině, 2017 (Jim Starlin a Jim Aparo: Batman #426–429, 1988–89) + Batman #366 (Doug Moench a Don Newton, 1983)
- Batman: Kameňák a další příběhy, 2013 / (Alan Moore, Brian Bolland: The Killing Joke, 1988; Ed Brubaker, Doug Mahnke: The Man Who Laughs, 2005)
- Arkham – Pochmurný dům v pochmurném světě, 2007 / (Grant Morrison a Dave McKean: Arkham Asylum: A Serious House on Serious Earth, 1989)

#### 90. léta
- DC komiksový komplet 037 – Batman: Zrození démona, kniha druhá, 2018 / (Dennis O'Neil a Norm Breyfogle: Batman: Birth of the Demon, 1992 + Batman (Vol. 1) #235, 1971)
- DC komiksový komplet #078: Superman / Batman: Největší hrdinové, 2019 / (Walt Simonson a Dan Brereton, 1994 + Edmond Hamilton a Dick Sprang: World's Finest (Vol. 1) #88, 1957)
- Batman v černé a bílé, 2019 / (Různí autoři a umělci: Batman: Black and White (Vol. 1) #1–4, 1996; a Batman: Gotham Knights (Vol. 1) #1–16, 2000–01)
- Batman: Dlouhý Halloween 1, 2008 / (Jeph Loeb a Tim Sale: Batman: The Long Halloween, 1996–97)
- Batman: Dlouhý Halloween 2, 2009 / (Jeph Loeb a Tim Sale: Batman: The Long Halloween, 1996–97)
- DC komiksový komplet 006 – Batman: Dlouhý Halloween, část 1., 2017 / (Jeph Loeb a Tim Sale: Batman: The Long Halloween #1–6, 1996–97 + Detective Comics #140 a Batman #181)
- DC komiksový komplet 007 – Batman: Dlouhý Halloween, část 2., 2017 / (Jeph Loeb a Tim Sale: Batman: The Long Halloween #7–13, 1996–97 + Detective Comics #66)
- DC komiksový komplet 066 – Batman: Dynastie Temného rytíře, 2019 / (Mike W. Barr, Gary Frank, Scott Hampton a Scott Alan McDaniel: Batman: Dark Knight Dynasty, 1997)
- DC komiksový komplet 081 – Superman / Batman: Generace, 2020 / (John Byrne: Superman & Batman: Generations (Vol. 1) #1–4, 1999 + Edmond Hamilton a Dick Sprang: World’s Finest (Vol. 1) #94, 1958)
- Batman: Temné vítězství 1, 2011 / (Jeph Loeb a Tim Sale: Batman: Dark Victory, 1999–2000)
- Batman: Temné vítězství 2, 2011 / (Jeph Loeb a Tim Sale: Batman: Dark Victory, 1999–2000)
- Batman: V žáru smrti, 2024 / (Howard Chaykin a Dan Brereton: Thrillkiller #1–3, 1997, a Thrillkiller '62, 1998)

#### 2000–2010
- DC komiksový komplet 073 – Batman / Huntress: Volání po krvi, 2019 / (Greg Rucka a Rick Burchett: Batman/Huntress: Cry for Blood (Vol. 1) #1-6, 2000 + Paul Levitz a Joe Staton: DC Super Stars (Vol. 1) #17, 1977)
- DC komiksový komplet 029 – Batman: Zkáza, jež postihla Gotham, 2018 / (Mike Mignola, Richard Pace a Troy Nixey: Batman: The Doom That Came to Gotham #1-3, 2000-2001; Scott Beatty a Roger Robinson: Batman: Gotham Knights #36, 2003 + Jack Kirby: The Demon #1, 1972)
- Batman: Ticho, 2004 / (Jeph Loeb a Jim Lee: Batman #608–613 ("Hush"), 2002–03)
- Batman: Ticho 2, 2005 / (Jeph Loeb a Jim Lee: Batman #614–619 ("Hush"), 2003)
- Batman: Ticho – (druhé a ucelené vydání, 2012) / (Jeph Loeb a Jim Lee: Batman #608–619 ("Hush"), 2002–03)
- DC komiksový komplet 001 – Batman: Ticho, část 1., 2017 / (Jeph Loeb a Jim Lee: Batman #608–613 ("Hush"), 2002–03) + Detective Comics (Vol. 1) #27, 1939.
- DC komiksový komplet 002 – Batman: Ticho, část 2., 2017 / (Jeph Loeb a Jim Lee: Batman #614–619 ("Hush"), 2003) + Detective Comics (Vol. 1) #33, 1939.
- DC komiksový komplet 013 – Superman / Batman: Nepřátelé státu, 2017 / (Jeph Loeb, Ed McGuinness a Tim Sale: Superman/Batman (Vol. 1) #1–6, 2003–04) + Superman #76, 1952.
- DC komiksový komplet 057 – Batman: Pod maskou, 2019 / (Judd Winick, Doug Mahnke a Paul Lee: Batman #635–641, 2005) + Detective Comics (Vol. 1) #168, 1951.
- Batman a syn, 2012 / (Grant Morrison a Andy Kubert: Batman #655–658 a #663–666 ("Batman & Son"), 2006–07)
- DC komiksový komplet 004 – Batman a syn, 2017 / (Grant Morrison a Andy Kubert: Batman #655–658 a #663–666, 2006–07 + Dennis O'Neil: Detective Comics #411, 1971)
- DC komiksový komplet 077 – Batman: Černá rukavice, 2019 / (Grant Morrison, J.H. Williams III, Tony S. Daniel a Ryan Benjamin: Batman #667–669 a #672–675, 2007–08 + Don Cameron a Win Mortimer: Detective Comics (Vol. 1) #110, 1946.
- Batman: R.I.P., 2012 / (Grant Morrison a Tony S. Daniel: Batman #676–683 ("Batman R.I.P."), 2008)
- DC komiksový komplet 071 – Superman/Batman: Trýzeň, 2019 / (Alan Burnett a Dustin Nguyen: Superman/Batman (Vol. 1) #37–42, 2007–08) + Jack Kirby a Al Plastino: Forever People (Vol. 1) #1, 1971.
- Batman & Robin: Batman znovuzrozený, 2013 / (Grant Morrison a Frank Quitely: Batman and Robin #1–6, 2009–10)
- DC komiksový komplet 090 – Batman: Odysea, kniha první, 2020 / (Neal Adams: Batman: Odyssey (Vol. 1) #1–6, 2010–11) + Gardner Fox, Bob Kane a Sheldon Moldoff: Detective Comics (Vol. 1) #32, 1939.
- DC komiksový komplet 091 – Batman: Odysea, kniha druhá, 2020 / (Neal Adams: Batman: Odyssey (Vol. 2) #1–7, 2011–12) + Bill Finger a Bob Kane: Batman (Vol. 1) #35, 1946.

#### 2011–2016 (New 52)
- Batman / Detective Comics
  - Batman / Detective Comics 1: Tváře smrti, 2013 / (Tony Daniel: Detective Comics Vol. 2 #1–7 ("Faces of Death"), 2011)
  - Batman / Detective Comics 2: Zastrašovací taktiky, 2013 / (Tony Daniel: Detective Comics Vol. 2 #0, 8–12 a Annual #1 ("Scare Tactics"), 2012)
  - Batman / Detective Comics 3: Imperátor Penguin, 2014 / (John Layman, Jason Fabok a Andy Clarke: Detective Comics Vol. 2 #13–18 ("Emperor Penguin"), 2013)
  - Batman / Detective Comics 4: Trest, 2015 / (John Layman, Jason Fabok a Andy Clarke: Detective Comics Vol. 2 #19–24 a Annual #2 ("The Wrath"), 2013)
  - Batman / Detective Comics 5: Gothtopie, 2017 / (John Layman, Jason Fabok a Aaron Lopresti: Detective Comics Vol. 2 #25–29 ("Gothtopia"), 2014)
  - Batman / Detective Comics 6: Ikarus, 2018 / (Francis Manapul a Brian Buccellato: Detective Comics Vol. 2 #30–34 a Detective Comics Vol. 2 Annual #3 ("Icarus"), 2014)
  - Batman / Detective Comics 7: Anarky, 2019 / (Benjamin Percy, John Paul Leon, Francis Manapul, Brian Buccellato: Detective Comics Vol. 2 #35–40 ("Anarky"), Detective Comics: Endgame a Detective Comics: Futures End, 2014–2015)
  - Batman / Detective Comics 8: Krev hrdinů, 2020 / (Brian Buccellato, Francis Manapul a Fernando Blanco: Detective Comics Vol. 2 #41–44, Peter Tomasi a Marcio Takara: Detective Comics Vol. 2 #45–46, Ray Fawkes a Steve Pugh: Detective Comics Vol. 2 #47, 2015–2016)
  - Batman / Detective Comics 9: Gordon ve válce, 2020 / (Peter Tomasi, Fernando Pasarin a Scot Eaton: Detective Comics Vol. 2 #48–52, 2016)

- Batman (Vol. 2)
  - Batman: Soví tribunál, 2013 / (Scott Snyder a Greg Capullo: Batman Vol. 2 #1–7 ("The Court of Owls"), 2011)
  - Batman 2: Soví město, 2013 / (Scott Snyder a Greg Capullo: Batman Vol. 2 #8–12 a Annual #1 ("The City of Owls"), 2012)
  - Batman 3: Smrt rodiny, 2014 / (Scott Snyder, Greg Capullo a Jonathan Glapion: Batman Vol. 2 #13–17 ("Death of the Family"), 2013)
  - Batman 4: Rok nula – Tajné město, 2015 / (Scott Snyder, Greg Capullo a Danny Miki: Batman Vol. 2 #21–24 ("Zero Year – Secret City"), 2013)
  - Batman 5: Rok nula – Temné město, 2016 / (Scott Snyder a Greg Capullo: Batman Vol. 2 #25–27, #29–33 ("Zero Year – Dark City"), 2014)
  - Batman 6: Hřbitovní směna, 2016 / (Scott Snyder a Greg Capullo: Batman Vol. 2 #0, #18-20, #28, #34; Batman Annual Vol. 2 #2 ("Graveyard Shift"), 2015)
  - Batman 7: Konec hry, 2017 / (Scott Snyder a Greg Capullo: Batman Vol. 2 #35–40 ("Endgame"), 2015)
  - Batman 8: Supertíha, 2017 / (Scott Snyder a Greg Capullo: Batman Vol. 2 #41–45 ("Superheavy"), 2016)
  - Batman 9: Květy zla, 2018 / (Scott Snyder a Greg Capullo: Batman Vol. 2 #46–50 ("Bloom"), 2016)
  - Batman 10: Epilog, 2018 / (Scott Snyder, James Tynion IV, Tom King, Roge Antonio a Greg Capullo: Batman Vol. 2 #51–52, Batman Annual #4, Batman: Futures End #1 a Batman: Rebirth #1 ("Epilog"), 2016)

- Batman – Temný rytíř
  - Batman – Temný rytíř: Temné děsy, 2013 / (David Finch, Paul Jenkins a Richard Friend: Batman: The Dark Knight Vol. 2 #1–9 ("Knight Terrors"), 2011–12)
  - Batman – Temný rytíř 2: Kruh násilí, 2014 / (David Finch a Gregg Hurwitz: Batman: The Dark Knight Vol. 2 #0 a 10–15 ("Cycle of Violence"), 2012)
  - Batman – Temný rytíř 3: Šílený, 2015 / (Gregg Hurwitz, Ethan Van Sciver a Szymon Kudranski: Batman: The Dark Knight Vol. 2 #16–21 a Annual #1 ("Mad"), 2013)
  - Batman – Temný rytíř 4: Proměny, 2016 / (Gregg Hurwitz, Alex Maleev, Alberto Ponticelli a Ethan Van Sciver: Batman: The Dark Knight Vol. 2 #22–29 ("Clay"), 2014)

- Batman/Želvy nindža 
  - Batman / Želvy nindža, 2017 / (James Tynion IV a Freddie Williams II: Batman / Teenage Mutant Ninja Turtles #1–6, 2015–2016)
- Batman / Želvy nindža II, 2019 / (James Tynion IV a Freddie Williams II: Batman / Teenage Mutant Ninja Turtles II #1–6, 2017–2018)
- Batman / Želvy nindža Adventures, 2018 / Matthew K. Manning a Jon Sommariva: Batman / Teenage Mutant Ninja Turtles Adventures #1-6, 2015–2016)

#### 2016–... (Znovuzrození hrdinů DC,DC Universe)
- All-Star Batman (Vol. 1):
  - All-Star Batman 1: Můj nejhorší nepřítel, 2018 / (Scott Snyder a John Romita Jr.: All-Star Batman (Vol. 1) #1–5, 2016–17)
  - All-Star Batman 2: Konce světa, 2018 / (Scott Snyder a John Romita Jr.: All-Star Batman (Vol. 1) #6–9, 2017)
  - All-Star Batman 3: První spojenec, 2019 / (Scott Snyder a Rafael Albuquerque: All-Star Batman (Vol. 1) #10–14, 2017)

- Batman (Vol. 3):
  - Batman 1: Já jsem Gotham, 2018 / (Tom King, David Finch, Mikel Janin a Ivan Reis: Batman Vol. 3 #1–6 a Batman: Rebirth, 2016).
  - Batman 2: Já jsem sebevražda, 2018 / (Tom King, Mikel Janin a Mitch Gerads: Batman Vol. 3 #9–15, 2016–17).
  - Batman 3: Já jsem zhouba, 2019 / (Tom King, David Finch, Mitch Gerads, Clay Mann a Seth Mann: Batman Vol. 3 #16–20, #23–24 a Batman Annual #1, 2017).
  - Batman 4: Válka vtipů a hádanek, 2019 / (Tom King, Mikel Janín a Clay Mann: Batman Vol. 3 #25–32, 2017).
  - Batman 5: Operace Zásnuby, 2020 / (Tom King, Joëlle Jones a Clay Mann: Batman Vol. 3 #33–37, 2017–18).
  - Batman 6: Nevěsta nebo lupič?, 2020 / (Tom King, Travis Moore, Joëlle Jones, Mikel Janin a Hugo Petrus: Batman Vol. 3 #38–44, 2018).
  - Batman 7: Svatba, 2020 / (Tom King, Tony S. Daniel, Mikel Janin (a 20 různých kreslířů pro číslo 50): Batman Vol. 3 #45–50, 2018).
  - Batman 8: Chladné dny, 2021 / (Tom King, Tony S. Daniel, Mark Buckingham, Matt Wagner a Lee Weeks: Batman Vol. 3 #51–57, 2018).
  - Batman 9: Dravá moc, 2021 / (Tom King, Mikel Janin, Jorge Fornés: Batman Vol. 3 #58–60; Tom Taylor a Otto Schmidt: Batman Vol. 3 Annual #3; Tom King a Mikel Janin: Batman Secret Files #1; 2018).
  - Batman 10: Temné můry, 2022 / (Tom King, Amanda Conner, Jorge Fornés, Mitch Gerads, Mikel Janin, Travis G. Moore, Dan Panosian, Yanick Paquette, John Timms, Lee Weeks: Batman Vol. 3 #61–63 a #66–69, 2018–19).
  - Batman 11: Pád a padlí, 2022 / (Tom King, Mikel Janin a Jorge Fornés: Batman Vol. 3 #70–74 a různí autoři: Batman Secret Files #2, 2019).
  - Batman 12: Baneovo město, díl první, 2022 / (Tom King, Tony S. Daniel, Mitch Gerads, Mikel Janin a Clay Mann: Batman Vol. 3 #75–79, 2019).
  - Batman 13: Baneovo město, díl druhý, 2023 /  (Tom King, Jorge Fornés, Mitch Gerads, Mikel Janin, Mike Norton, Hugo Petrus a John Romita Jr.: Batman Vol. 3 #80–85 a Batman Vol. 3 Annual #4, 2019).
  - Batman 1: Jejich temné plány, díl první, 2024 / (James Tynion IV, Tony S. Daniel, Jorge Jimenez, Guillem March, Carlo Pagulayan: Batman Vol. 3 #86–90, 2020).
  - Batman 2: Jejich temné plány, díl druhý, 2024 / (James Tynion IV, Rafael Albuquerque, Jorge Jiménez, Carlo Pagulayan, Danny Miki, Guillem March a Javi Fernandez: Batman Vol. 3 #91–94; Vita Ayala, Mariko Tamaki, James Tynion IV, Dan Watters, Sumit Kumar, John Paul Leon, Riley Rossmo, Andie Tong: Batman Secret Files #3, 2020).
  - Batman 3: Jokerova válka, 2025 / (James Tynion IV, Jorge Jimenez, Guillem March a Carlo Pagulayan: Batman Vol. 3 #95–100, 2020).
  - Batman 4: Duchařské historky, 2025 / (James Tynion IV a různí kreslíři: Batman Vol. 3 #101–105, Batman Vol. 3 Annual #5 – There Is Hope In Crime Alley, Detective Comics #1027, 2020).

- Detective Comics (Vol. 1):
  - Batman / Detective Comics 1: Ve stínu netopýrů, 2018 / (James Tynion IV, Al Barrionuevo, Eddy Barrows, Alvaro Martinez: Detective Comics (Vol. 1) #934–940, 2016)
  - Batman / Detective Comics 2: Syndikát obětí, 2018 /  (James Tynion IV, Marguerite Bennett, Al Barrionuevo, Eddy Barrows, Carmen Carnero, Alvaro Martinez, Ben Oliver: Detective Comics (Vol. 1) #943–949, 2016–17)
  - Batman / Detective Comics 3: Liga stínů, 2019 / (James Tynion IV, Marcio Takara, Christian Duce a Fernando Blanco: Detective Comics (Vol. 1) #950–956, 2017)
  - Batman / Detective Comics 4: Deus Ex Machina, 2019 / (James Tynion IV, Christopher Sebela, Carmen Carnero a Álvaro Martínez: Detective Comics (Vol. 1) #957–962, 2017)
  - Batman / Detective Comics 5: Život v osamění, 2019 / (James Tynion IV, Christopher Sebela, Carmen Carnero, Eddy Barrows a Álvaro Martínez: Detective Comics (Vol. 1) #963–968, 2017–18)
  - Batman / Detective Comics 6: Stín nad netopýry, 2020 / (James Tynion IV, Joe Bennett, Miguel Mendonça, Jesús Merino a Philippe Briones: Detective Comics (Vol. 1) #969–974, 2018)
  - Batman / Detective Comics 7: Batmani navěky, 2021 / (James Tynion IV, Eddy Barrows, Philippe Briones, Scot Eaton, Javier Fernández, Álvaro Martínez Bueno: Detective Comics (Vol. 1) #975–981, 2018)
  - Batman / Detective Comics 8: Vnější vliv, 2022 / ( Bryan Hill, Michael Moreci, Philippe Briones, Sebastián Fiumara a Miguel Mendonca: Detective Comics (Vol. 1) #982–987, 2018)
  - Batman / Detective Comics 9: Ztráta tváře, 2022 / (James Robinson, Carmine Di Giandomenico a Stephen Segovia: Detective Comics (Vol. 1) #988–993, 2018)
  - Batman / Detective Comics 1: Mytologie, 2023 / (Peter J. Tomasi a Doug Mahnke: Detective Comics (Vol. 1) #994–999, 2018–19)

- Crossovery sérií:
  - Batman: Noc nestvůr, 2018 / (Steve Orlando, Roge Antonio, Andy MacDonald a Riley Rossmo: Batman (Vol. 3) #7–8, Nightwing (Vol. 4) #5–6 a Detective Comics #941–942, 2016)
  - Batman / Flash: Odznak, 2019 / (Tom King, Joshua Williamson a Jason Fabok: Batman Vol. 3 #21–22, 2017; Joshua Williamson a Howard Porter: The Flash (Vol. 5) #21–22, 2017)
  - Temné noci – Metal, 2019 / (Scott Snyder, James Tynion IV, Jim Lee, Andy Kubert a John Romita, Jr.: Dark Days: The Forge #1 a Dark Days: The Casting #1; Scott Snyder a Greg Capullo: Dark Nights: Metal #1–2; Benjamin Percy a Mirka Andolfo: Teen Titans (Vol. 6) #12; Tim Seeley a Paul Pelletier: Nightwing (Vol. 4) #29; Rob Williams a Stjepan Šejić: Suicide Squad (Vol. 5) #26; Benjamin Percy, Joshua Williamson a Juan Ferreyra: Green Arrow (Vol. 6) #32; 2017)
  - Temné noci – Metal: Temní rytíři, 2019 / (Joshua Williamson a Carmine Di Giandomenico: Batman: The Red Death #1; Frank Tieri, James Tynion IV a Riccardo Federici: Batman: The Murder Machine #1; Sam Humphries a Ethan Van Sciver: Batman: The Dawnbreaker #1; Dan Abnett, Philip Tan a Tyler Kirkham: Batman: The Drowned #1; Scott Snyder a Greg Capullo: Dark Nights: Metal #3; Peter Tomasi a Francis Manapul: Batman: The Merciless #1; Frank Tieri, James Tynion IV a Tony S. Daniel: Batman: The Devastator #1; James Tynion IV a Riley Rossmo: The Batman Who Laughs #1; Scott Snyder, James Tynion IV, Joshua Williamson, Doug Mahnke, Yanick Paquette a Jorge Jiménez: Batman: Lost #1; 2017–18)
  - Temné noci – Metal: Temný vesmír, 2019 / (Joshua Williamson a Howard Porter: The Flash (Vol. 5) #33; Robert Venditti, Liam Sharp, Joshua Williamson, Tyler Kirkham a Mikel Janín: Justice League (Vol. 3) #32–33; Robert Venditti, Ethan Van Sciver a Liam Sharp: Hal Jordan and the Green Lantern Corps (Vol. 1) #32; Scott Snyder a Greg Capullo: Dark Nights: Metal #4–6; Jeff Lemire a Bryan Hitch: Hawkman: Found #1; Scott Snyder, Grant Morrison, James Tynion IV, Joshua Williamson, Howard Porter, Jorge Jiménez a Doug Mahnke: Dark Knights Rising: The Wild Hunt #1; 2017–18)
  - Batman, který se směje, 2022 / (Scott Snyder, James Tynion IV, Jock a Eduardo Risso: The Batman Who Laughs #1-7 a The Batman Who Laughs: The Grim Knight, 2018-19)

- Samostatné komiksy mimo Znovuzrození hrdinů DC:
  - Batman: Můj temný princ, 2018 / (Enrico Marini: Batman: The Dark Prince Charming, 2017–18)
  - Batman: Evropa, 2019 / (Matteo Casali, Brian Azzarello, Giuseppe Camuncoli a Jim Lee: Batman: Europa (Vol. 1) 1–4, 2016)
  - Batman: Zatracení, 2020 / (Brian Azzarello a Lee Bermejo: Batman: Damned #1-3, 2018–19) – DC Black Label
  - Batman: Bílý rytíř, 2020 / (Sean Murphy: Batman: White Knight #1-8, 2018) – DC Black Label
  - Batman: Tři Jokeři, 2021 / (Geoff Johns a Jason Fabok: Batman: Three Jokers #1-3, 2020) – DC Black Label
  - Batman: Svět, 2021 / (povídková antologie tvůrců ze 14 zemí světa: Batman: The World, 2021)
  - Batman: Dvojník, 2022 / (Mattson Tomlin a Andrea Sorrentino: Batman: The Imposter #1-3, 2021) – DC Black Label
  - Batman: Prokletí bílého rytíře, 2022 / (Sean Murphy:  Batman: Curse of the White Knight #1-8 a Batman: White Knight Presents Von Freeze, 2019) – DC Black Label
  - Batman – Špatný den: Penguin / Riddler, 2023 / (John Ridley a Giuseppe Camuncoli: Batman – One Bad Day: Penguin, Tom King a Mitch Gerads: Batman – One Bad Day: The Riddler, 2022)
  - Batman – Špatný den: Catwoman / Mr. Freeze, 2024 / (Gerry Duggan a Matteo Scalera: Batman – One Bad Day: Catwoman, G. Willow Wilson a Jamie McKelvie: Batman – One Bad Day: Mr. Freeze, 2023)

## Film a televize
V USA se stal v 60. letech populárním televizní seriál Batman. Světovou proslulost pak získal díky filmu Batman režiséra Tima Burtona z roku 1989, který byl následován filmem Batman se vrací (1992). Série pokračovala filmy Joela Schumachera Batman navždy (1995) a Batman a Robin (1997). 
Mezi lety 2005 a 2012 vznikla trilogie filmů Christophera Nolana Batman začíná (2005), Temný rytíř (2008) a Temný rytíř povstal (2012).
V roce 2022 se také dostal do kin film The Batman s Robertem Pattinsonem v roli ochránce Gothamu. Jeho nepřítele Edwarda Nygmu (Riddlera) si zahrál Paul Dano.

### Film
- 1966 – Batman – film odvozený ze stejnojmenného televizního seriálu, režie Leslie H. Martinson, v hlavní roli Adam West
- 1989 – Batman – režie Tim Burton, v hlavní roli Michael Keaton
- 1992 – Batman se vrací – režie Tim Burton, v hlavní roli Michael Keaton
- 1995 – Batman navždy – režie Joel Schumacher, v hlavní roli Val Kilmer
- 1997 – Batman a Robin – režie Joel Schumacher, v hlavní roli George Clooney
- 2005 – Batman začíná – režie Christopher Nolan, v hlavní roli Christian Bale
- 2008 – Temný rytíř – režie Christopher Nolan, v hlavní roli Christian Bale
- 2012 – Temný rytíř povstal – režie Christopher Nolan, v hlavní roli Christian Bale
- 2016 – Batman v Superman: Úsvit spravedlnosti – režie Zack Snyder, v roli Batmana Ben Affleck
- 2016 – Sebevražedný oddíl – režie David Ayer, v roli Batmana Ben Affleck
- 2017 – Liga spravedlnosti – režie Zack Snyder, film ovšem dokončil Joss Whedon, v roli Batmana Ben Affleck
  - 2021 – Liga spravedlnosti Zacka Snydera – upravený režisérský sestřih podle původní vize Zacka Snydera, v roli Batmana Ben Affleck
- 2022 – Batman – režie Matt Reeves, v hlavní roli Robert Pattinson
- 2023 – Flash – režie Andy Muschietti, v roli Batmana Ben Affleck, Michael Keaton, George Clooney
- 202? – The Batman – Part II – režie Matt Reeves, v hlavní roli Robert Pattinson

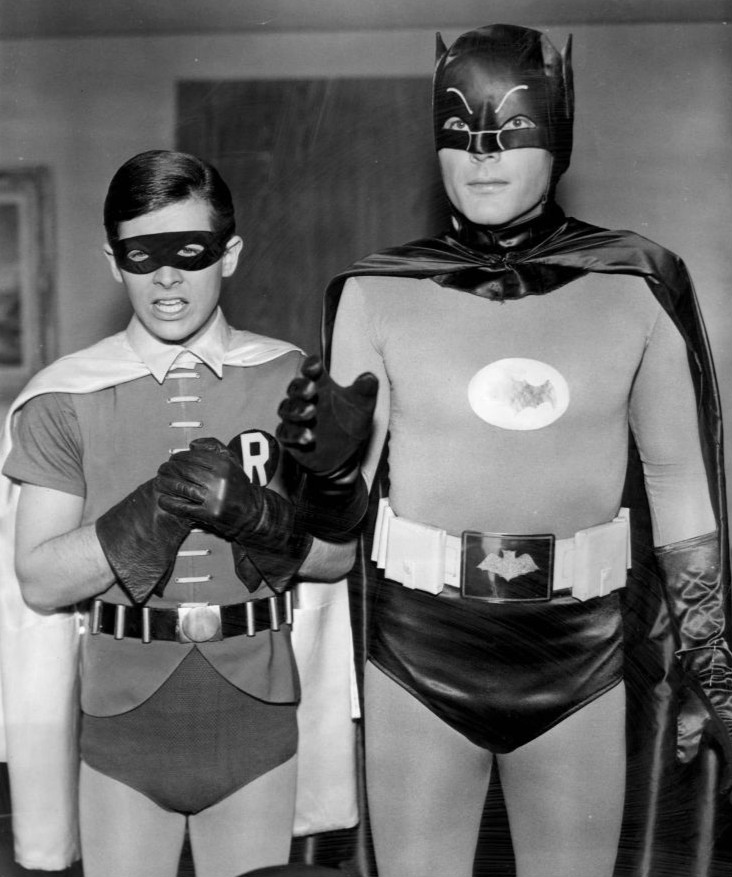
Herci v seriálu z 60. let Burt Ward (Robin) a Adam West (Batman)

- 202? – The Brave and the Bold

### Televize
- 1943 – The Batman – filmový seriál, režie Lambert Hillyer, v hlavní roli Lewis Wilson
- 1949 – Batman and Robin – filmový seriál, režie Spencer Gordon Bennet, v hlavní roli Robert Lowery
- 1966–1968 – Batman – seriál, 120 dílů, v hlavní roli Adam West
- 2002–2003 – Birds of Prey – seriál z prostředí Gotham City, v roli Batmana neznámý herec
- 2014–2019 – Gotham – seriál z prostředí Gothamu, v roli Bruce Waynea David Mazouz
- 2018–2022 – Titans – seriál o týmu Teen Titans, v roli Batmana Iain Glen
- 2019–2022 – Batwoman – seriál o Batwoman, v roli Batmana Warren Christie
- 2024 – Tučňák – minisérie o slavném antagonistovi Batmana, ze světa Batmana Roberta Pattinsona v hlavní roli Colin Farrell

### Animované filmy a seriály
- 1968–1969 – The Batman/Superman Hour – seriál
- 1977–1979 – The New Adventures of Batman – seriál
- 1992–1995 – Batman: The Animated Series – seriál
- 1993 – Batman: Mask of the Phantasm
- 1997–1999 – The New Batman Adventures – seriál
- 1998 – Batman & Mr. Freeze: SubZero
- 1999–2001 – Batman Beyond / (Batman budoucnosti) – seriál
- 2000 – Batman Beyond: Return of the Joker
- 2003 – Batman: Mystery of the Batwoman
- 2004–2008 – The Batman / (Batman vítězí) – seriál
- 2005 – The Batman vs. Dracula
- 2008 – Batman: Gotham Knight
- 2008–2011 – Batman: The Brave and the Bold / (Batman: Odvážný hrdina) – seriál o třech sériích
- 2009 – Superman/Batman: Public Enemies
- 2010 – Batman: Under the Red Hood
- 2010 – Superman/Batman: Apocalypse
- 2011 – Batman: Year One
- 2012 – Batman: The Dark Knight Returns Part 1
- 2013 – Batman: The Dark Knight Returns Part 2
- 2013 – LEGO Batman: The Movie – DC Superheroes Unite
- 2013 – Beware the Batman – seriál o jedné sérii
- 2014 – Son of Batman
- 2014 – Batman: Assault on Arkham
- 2015 – Batman vs. Robin
- 2015 – Batman Unlimited: Animal Instincts
- 2015 – Batman Unlimited: Monster Mayhem
- 2016 – Batman: Bad Blood
- 2016 – Batman: The Killing Joke
- 2017 – LEGO® Batman film
- 2017 – Batman and Harley Quinn
- 2018 – Batman: Gotham by Gaslight
- 2019 – Batman: Hush
- 2021 – Batman: Soul of the Dragon
- 2021 – Batman: The Long Halloween Part 1
- 2021 – Batman: The Long Halloween Part 2
- 2022 – Batman and Superman: Battle of the Super Sons
- 202? – Dynamic Duo - animovaný film o prvním a druhém Robinovi